# Baril de petrol

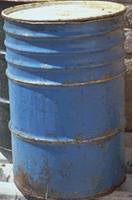
Baril standard

Barilul sau butoiul de petrol este o unitate de volum echivalentă a 42 galoane americane, care sunt echivalente cu 158,9873 litri sau 34,97231575 galoane imperiale. Se folosește în principal pentru a defini producția și consumul de petrol. Se utilizează îndeosebi în Statele Unite ale Americii.
Masa unui baril de petrol poate fi între 119 și 151 kg, depinzând de densitatea petrolului.
Fizic, barilul este un butoi standard de metal pentru combustibili.